# Cividale del Friuli
Cividale del Friuli (friul. Cividât, słow. Čedad) – miejscowość i gmina w północnych  Włoszech, w regionie Friuli-Wenecja Julijska, w prowincji Udine. Miasto usytuowane jest u stóp Alp Wschodnich, niedaleko granicy ze Słowenią, 135 m n.p.m. W przeszłości miało duże znaczenie polityczne w regionie, obecnie spokojne, małe miasteczko przyciągające turystów średniowiecznym centrum.
Według danych na rok 2004 gminę zamieszkiwało 11 355 osób, 227,1 os./km².

## Historia
Cividale zostało założone jako rzymskie municypium przez Juliusza Cezara w 50 p.n.e. Pierwotna nazwa brzmiała Forum Iulii. Znaleziska archeologiczne pokazały, że obszar miejscowości był już zasiedlony przez Wenedów i Celtów.
Po zniszczeniu Zuglio (Iulium Carnicum) stało się głównym miastem dystryktu Friulia, którego nazwa pochodzi właśnie od nazwy miasta. W 568 r. n.e. miasto było pierwszym większym centrum okupowanym przez Longobardów podczas ich inwazji na Italię, potem na pewien czas należało do Bizancjum. Miasto ponownie znalazło się rękach Longobardów, którzy uczynili je pierwszą stolicą swojego królestwa. Po pokonaniu Longobardów przez Karola Wielkiego (774) znalazło się w Imperium Franków. Po nieudanym powstaniu Longobardów pod przewodnictwem księcia Friuli – Hrodgauda w 776 r. miastu zmieniono nazwę z Forum Julii na Civitas Austriae (Miasto Wschodu, gdyż znajdowało się na wschodzie italskiej prowincji państwa Karola Wielkiego).
Na skutek porozumienia Karola z papieżem patriarchowie Akwilei rezydowali w mieście od 773 do 1031, kiedy to powrócili do Akwilei.
Według historyka nauki Jamesa Burke’a, oblężenie Cividale w 1331 r. było jednym z pierwszych przypadków użycia dział w Europie.
W 1420 miasto zostało zaanektowane przez Republikę Wenecką. Po okresie wojen napoleońskich, Cividale weszło w skład Królestwa Lombardzko-Weneckiego. Ostatecznie miasto zostało włączone do zjednoczonego Królestwa Włoch w 1866 roku.